# Список сухопутної військової техніки, виробленої в Україні
В даному списку наведені всі зразки озброєння, що були виготовлені в Україні з 1991 року.

## Бронетехніка

### Танки
| Модель                             | Зображення   | Роки випуску     | Тип                   | Кількість випущених одиниць | Оператори                      | Примітки |
| На базі Т-80                       | На базі Т-80 | На базі Т-80     | На базі Т-80          | На базі Т-80                | На базі Т-80                   | На базі Т-80 |
| ---------------------------------- | ------------ | ---------------- | --------------------- | --------------------------- | ------------------------------ | --- |
| БМ «Оплот»                         |              | 2009—2021        | Основний бойовий танк | 52                          | - Україна — 51 - США — 1       | Подальший розвиток танку Т-84. |
| Т-84-120 «Ятаган»                  |              | 2000             | Основний бойовий танк | 50                          | - Україна — 50                 | Модифікація Т-84 «Оплот», з гарматою та автоматом заряджання під калібр 120 мм, що є стандартним для НАТО. Комплекс озброєння оснащений новим автоматом заряджання, розташованим в ніші башти. Розроблений за оголошеним Туреччиною тендером. |
| Т-84                               |              | 1993—1999, 2019— | Основний бойовий танк | 10                          | - Україна — 6 - США — 4        | Глибока модернізація танку Т-80УД. |
| На базі Т-72                       |              |                  |                       |                             |                                | |
| Т-72АМТ                            |              |                  | Основний бойовий танк | 47                          | - Україна — 47                 | Глибока модернізація танку Т-72А. |
| Т-72АГ                             | зображення   | раніше 1997 р    | Основний бойовий танк | 1                           | - Україна — 1                  | Модифікація радянського танку Т-72. |
| Т-72АВ зр. 2021                    |              | 2021—            | Основний бойовий танк | 4                           | - Україна — 4                  | Модернізація танку Т-72А. |
| Т-72-120                           | зображення   |                  | Основний бойовий танк | н/д                         | - Україна                      | На цьому танку встановлюється 120-мм гладкоствольна гармата під боєприпаси НАТО. Комплекс озброєння оснащений новим автоматом заряджання, розташованим в ніші башти. |
| Т-72Е1                             | зображення   | 2012             | Основний бойовий танк | 1                           | - Україна — 1                  | Глибока модернізація танку Т-72, розроблена на ДП ХБТРЗ. |
| Т-72Е                              | зображення   | 2011             | Основний бойовий танк | 1                           | н/д                            | Глибока модернізація танку Т-72, розроблена на ДП ХБТРЗ. |
| На базі Т-64                       |              |                  |                       |                             |                                | |
| Т-64БМ2 «Булат»                    |              | 2022—            | Основний бойовий танк | 12                          | - Україна — 12                 | Модернізація Т-64БМ2 (об'єкт 447АМ2). |
| Т-64Е                              |              | 2010—            | Основний бойовий танк | н/д                         | - Україна                      | Глибока модернізація танку Т-64, розроблена на ДП ХБТРЗ. |
| БМ «Булат»                         |              | 2003—            | Основний бойовий танк | ≈ 100                       | - Україна ≈ 100                | Модернізація танку Т-64У, або Т-64БМ1 (об'єкт 447АМ1). |
| Т-64БВ-1                           | зображення   | 2014—            | Основний бойовий танк | 75                          | - Україна — 25 - ДР Конго — 50 | Спрощений варіант модернізації танків Т-64Б1, розроблений на Харківському бронетанковому заводі. На танку встановлений вбудований динамічний захист типу "Ніж" , що посилює захист башти, лобової частини корпусу і борту. У задній частині башти встановлена ніша для боєкомплекту і устаткування. Є спрощеним та дешевшим варіантом модернізації БМ «Булат». |
| Т-64БВ зр. 2017                    |              | 2017—            | Основний бойовий танк | 300                         | - Україна — 300                | Модернізація Т-64БВ |
| Т-64БМ2 (об'єкт 447АМ2)            | зображення   | 1999             | Основний бойовий танк | 12                          | - Україна — 12                 | Модернізація Т-64БВ. |
| Т-64БВ зр. 2022                    | зображення   | 2022—            | Основний бойовий танк | н/д                         | - Україна                      | Модернізація Т-64БВ |
| Т-64БВК зр. 2021                   | зображення   | 2021—            | Основний бойовий танк | н/д                         | - Україна                      | Модернізація Т-64БВ |
| Т-64У, або Т-64БМ1 (об'єкт 447АМ1) | зображення   | 1999             | Основний бойовий танк | 1                           | - Україна — 1                  | Модернізація Т-64БВ. |
| Решта                              |              |                  |                       |                             |                                | |
| Т-55АГМ                            |              | 2003—            | Основний бойовий танк | ≈ 1                         | - Україна                      | Глибока модернізація танків Т-54, Т-55, Т-62 і Тип 59 |
| ДКР «Нота»                         | зображення   | 1998—            | Основний бойовий танк | ≈ 6                         | - Україна ≈ 6                  | Дослідні бойові танки з ізольованою баштою без екіпажу. |
| Т-62-5ТДФ                          | зображення   | 2002—            | Основний бойовий танк | н/д                         | - Україна - Єгипет             | Глибока модернізація танку Т-62 |

### Бойові машини піхоти (БМП)
| Модель                         | Зображення                | Роки випуску                           | Тип                       | Кількість випущених одиниць | Оператори                                            | Примітки |
| Розроблені на базі танків      | Розроблені на базі танків | Розроблені на базі танків              | Розроблені на базі танків | Розроблені на базі танків   | Розроблені на базі танків                            | Розроблені на базі танків |
| ------------------------------ | ------------------------- | -------------------------------------- | ------------------------- | --------------------------- | ---------------------------------------------------- | --- |
| БМПВ-64 (друга версія)         |                           | 2012                                   | Важка БМП                 | 1                           | - Україна — 1                                        | Модифікація БМПВ-64. |
| БМПВ-64                        | зображення                | 2005                                   | Важка БМП                 | 1                           | - Україна — 1                                        | Створена на базі танка Т-64А. |
| БВМП-84, або БМТ-84            | зображення                | 2000                                   | БМП танкової компоновки   | 1                           | - Україна — 1                                        | Створена на базі танку Т-84 «Оплот». |
| БМТ-72                         | зображення                | на початку 2000х—2002                  | БМП танкової компоновки   | 1                           | - Україна — 1                                        | Створена на базі танку Т-72. |
| БМП-К-64                       | зображення                | 2005                                   | Важка колісна БМП         | 1                           | - Україна — 1                                        | Коілсна БМП створена на базі танка Т-64. |
| БМП-55                         | зображення                | 2009                                   | Важка БМП                 | н/д                         | - Україна                                            | Створена на базі танка Т-55. |
| АБ-13                          | зображення                | середина 90х—2000                      | БМП                       | 1                           | - Україна — 1                                        | Був розроблений на основі йорданського танка Tariq для ЗС Йорданії. |
| Розроблені на базі БМП-1       |                           |                                        |                           |                             |                                                      | |
| БМП-1ТС                        |                           | 2018—                                  | БМП                       | 10+                         | - Україна — 10+                                      | Модернізація БМП-1 від ТОВ "НВК «ТЕХІМПЕКС». Встановлено новий бойовий модуль Спис-Синтез. |
| БМП-1УМД                       |                           | 2016                                   | БМП                       | н/д                         | - Україна                                            | Модифікація БМП-1У з двигуном Deutz TCD2013 L64V замість російського УТД-20. Встановлено бойовий модуль «Стилет». |
| БМП-1УМ                        |                           | 2015—                                  | БМП                       | н/д                         | - Україна                                            | Модифікація БМП-1 з двигуном 3ТД-2, уніфікований з харківськими танковими двигунами, замість російського УТД-20, бойовим модулем «Шквал». Командир отримав приціл ТКН-3Б з високочутливими камерами, що здатен транслювати картинку для сусідніх бойових машин. Корма корпусу піднята на 15см для зручності десанту, і встановлено відкидну апарель з механічним приводом. Десантний відсік захищають блоки динамічного захисту «Контакт-1», а корпус був додатково підсилений арамідними вставками. Встановлено екран-дефлектор для маскування вихлопу. Надгусеничні крила-поплавці були збільшені у об'ємі для підвищення плавучості. |
| БМП-1У «Шквал»                 |                           | З кінця 1990-х до початку 2000-х років | БМП                       | 45+                         | - Україна— 12 - Грузія — 30 - Чад — 3 - Туркменістан | Модифікація БМП-1 з заміною башти на бойовий модуль «Шквал». |
| БМП-1М «Шквал»                 | зображення                | ?                                      | БМП                       | н/д                         | - Україна                                            | Експортна модифікація БМП-1У «Шквал» з бойовим модулем «Шквал» або «Шквал А», отримала новий прицільний комплекс «Тандем-2» і протитанкові ракети комплексу «Бар'єр». |
| БМП-1М з модулем “Спис-Синтез” | зображення                | 2021—                                  | БМП                       | н/д                         | - Україна                                            | Модернізація БМП-1 від НВО "Практика". Встановлено новий бойовий модуль Спис-Синтез, покращеною бронею та встановленими сучасними приладами спостереження. Також замість броньованих дверей була встановлена сучасна апарель. |
| Розроблені на базі МТ-ЛБ       |                           |                                        |                           |                             |                                                      | |
| Кевлар-Е                       |                           | 2020                                   | БМП                       | 1                           | - Україна — 1                                        | Перспективна бойова машина піхоти на базі САУ 2С1 «Гвоздика» або на базі МТ-ЛБу. |
| МТ-ЛБ-Т-23-2                   |                           | 2015—                                  | БМП                       | 10+                         | - Україна — 10+                                      | БМП на шасі МТ-ЛБ з зенітною установкою ЗУ-23. |
| БМП-1ЛБ                        | зображення                | 2023—                                  | Імпровізована БМП         | 2+                          | - Україна                                            | Імпровізована БМП розроблена на базі БМП-1. |
| МТ-ЛБМШ                        | зображення                | 2006—                                  | БМП                       | 26                          | - М'янма — 26                                        | БМП на шасі МТ-ЛБ з бойовим модулем «Шквал». |
| МТ-ЛБ-АТ                       | зображення                | ?                                      | БМП                       | ?                           | - Україна?                                           | БМП на шасі МТ-ЛБ з встановленим зверху кулеметом ДШК калібром 12.7 мм і броньваною баштою для нього. |

### Бойові машини підтримки танків (БМПТ)
| Модель         | Зображення | Роки випуску | Тип  | Кількість випущених одиниць | Оператори      | Примітки                                           |
| -------------- | ---------- | ------------ | ---- | --------------------------- | -------------- | -------------------------------------------------- |
| БМПТ «Страж»   |            | 2017—        | БМПТ | 1?                          | - Україна — 1? | Бойова машина підтримки танків на базі танка Т-64. |
| БМПТ «Азовець» | зображення | 2015—        | БМПТ | 1                           | - Україна — 0  | Бойова машина підтримки танків на базі танка Т-64. |

### Самохідні ПТРК
| Модель          | Зображення | Роки випуску | Тип             | Кількість випущених одиниць | Оператори | Примітки                                                   |
| --------------- | ---------- | ------------ | --------------- | --------------------------- | --------- | ---------------------------------------------------------- |
| ПТРК «Амулет»   |            | ?            | Самохідний ПТРК | н/д                         | - Україна | Як шасі може використовуватись СБА «Новатор» або БРДМ-2    |
| ПТРК «Бар'єр-С» |            | 2020—        | Самохідний ПТРК | 1                           | - Україна | Глибока модернізація радянського самохідного ПТРК «Штурм». |

### Бронетранспортери (БТР)
| Модель                          | Зображення | Роки випуску | Тип                                             | Кількість випущених одиниць | Оператори | Примітки |
| ------------------------------- | ---------- | ------------ | ----------------------------------------------- | --------------------------- | --- | --- |
| «Storm»                         | зображення | ?            | Бронетраспортер / БМП / Бронеавтомобіль         | 1                           | - Україна - Саудівська Аравія | Гібридний бронеавтомобіль "Шторм". В різних джерелах позиціонується як Бронеавтомобіль, БМП та Бронетраспортер. До створення залучалася Саудівська Аравія надавши потрібне фінансування та умови для створення. А також використовуються деталі вироблені в різних країнах.                                                                                  |
| «Плавець»                       |            | 2018         | Гусеничний Бронетранспортер                     | 1                           | - Україна | Переобладнаний за зразком МТ-ЛБМШ варіант гусеничного транспортера МТ-ЛБу. |
| БТР-7                           |            | 2009—2012    | Бронетранспортер                                | 13                          | - Україна — 13 | Модифікація БТР-70 |
| БТР-94                          |            | 1994—2000    | Бронетранспортер                                | 50                          | - Йорданія → Ірак — 50 | Всі 50 БТР-94 були передані Йорданією до Іраку в серпні 2004 року |
| БТР-3                           |            | 2001—        | Бронетранспортер                                | 894                         | - М'янма — 368 - Таїланд — 187 - Україна — 167 - ОАЕ — 90 - Нігерія — 51 - Судан — 10 - Чад — 12 - Азербайджан — 3 - Еквадор — 3 - Казахстан — 2 - США — 1 | Глибока модифікація БТР-80 |
| БТР-4                           |            | 2008—        | Бронетранспортер                                | 201                         | - Україна — 107 - Ірак — 88 - Нігерія — 5 - Індонезія — 5 - США — 1                                                                                        | |
| БТР-4МВ(1)                      |            | 2016—        | Бронетранспортер                                | 1                           | - Україна — 1 | Модифікація БТР-4. Машина отримала систему кругового огляду, зазнала кардинальних змін у комплектації та додатковому захисті. В корпусі відсутні бічні двері. На цей раз розробники відмовились від притаманних радянським БТР вікон у передній частині, чим посилили захист екіпажу. Дослідний зразок був помічений на фронті.                              |
| «Отаман»                        |            | 2016—        | Бронетранспортер /Універсальна бойова платформа | 1                           | - Україна — 1 | Сучасна універсальна бойова платформа на базі створена на основі БТР-70. Має дві основні модифікації: «Отаман» та «Отаман-3» та може бути побудована на колісній базі 6x6 та 8x8. Може служити базою для: - Машини вогневої підтримки піхоти - Командно-штабною машиною - Броньованою медичною машиною - Самохідної артилерійської установки - Інші варіанти |
| БТР «Варан»                     |            | 2015—        | Бронетранспортер                                | 1                           | - Україна — 1 | Глибока модифікація БТР-70 |
| БТР-60М «Хорунжий»              |            | ?            | Бронетранспортер                                | 1                           | • Україна | Глибока модернізація радянського БТР-60 Дослідний зразок був помічений в бойових діях |
| БТР-70Т                         |            | ?            | Бронетранспортер                                | 5                           | - Україна — 5 | Модифікація БТР-70 |
| БТР-70Д(GM)                     |            | 2017—2020    | Бронетранспортер                                | 1                           | - Україна | Модифікація БТР-70 |
| БТР-80УМ «Рогань»               | зображення | ?            | Бронетранспортер                                | кілька                      | - Україна | Модифікація БТР-80 спеціально за замовленням Національної Гвардії України. В ході модифікації було встановлено новий дизельний двигун потужністю 300 кінних сил та новий бойовий модуль, озброєний 23-мм автоматичною гарматою та кулеметом 7.62 мм. Стоять на озброєнні НацГвардії.                                                                         |
| БТР-80УП                        | зображення | 2006—        | Бронетранспортер                                | 14                          | - Україна - Ірак - Польща | Польсько-українська модифікація БТР-80 для ЗС Іраку. |
| МТ-ЛБР6 «Мангуст-2»             | зображення | 2002—        | Бронетранспортер                                | 1                           | - Україна | Модернізація МТ-ЛБ |
| КрАЗ-01-1-11 (Бронетранспортер) | зображення | 2012—        | Бронетранспортер / MRAP                         | 1?                          | - Україна | Позицінується як Бронетранспортер та як бронеавтомобіль клас MRAP |

### Броньовані розвідувальні машини (БРМ)
| Модель           | Зображення | Роки випуску | Тип                            | Кількість випущених одиниць | Оператори | Примітки                    |
| ---------------- | ---------- | ------------ | ------------------------------ | --------------------------- | --------- | --------------------------- |
| БРМ «Мангуст»    |            | 2016?—       | Броньвана розвідувальна машина | н/д                         | - Україна | Також називають БРДМ-НІК    |
| БКМ «Геккон»     |            | 2016—        | Броньвана розвідувальна машина | 1                           | - Україна | Глибока модернізація БРДМ-2 |
| БРДМ 2Т          |            | 2016—        | Броньвана розвідувальна машина | 25                          | - Україна | Модернізація БРДМ-2         |
| БРДМ-2ЛД         |            | 1999—        | Броньвана розвідувальна машина | 10                          | - Україна | Модернізація БРДМ-2         |
| БРДМ-2 «Вепр»    |            | ?            | Броньвана розвідувальна машина | н/д                         | - Україна | Глибока одифікація БРДМ-2   |
| БРДМ-2Л1         | зображення | ?            | Броньвана розвідувальна машина | 25                          | - Україна | Модернізація БРДМ-2         |
| БРДМ-2ДІ «Хазар» | зображення | 2014—        | Броньвана розвідувальна машина | 2+                          | - Україна | Глибока модернізація БРДМ-2 |

### Медично санітарні машини
| Модель                             | Зображення        | Роки випуску | Тип                      | Кількість випущених одиниць | Оператори | Примітки                                                                         |
| ---------------------------------- | ----------------- | ------------ | ------------------------ | --------------------------- | --------- | -------------------------------------------------------------------------------- |
| БММ-4С                             |                   | 2014—        | Броньвана медична машина | 7+                          | - Україна | Розроблена на базі БТР-4Е                                                        |
| БММ-70                             |                   | 2014—        | Броньвана медична машина | 7                           | - Україна | Розроблена на базі БТР-7 (БТР-70ДІ)                                              |
| МТ-ЛБ-С                            |                   | 2015—        | Броньвана медична машина | ≈ 70                        | - Україна | Розроблена на базі МТ-ЛБ                                                         |
| МТ-ЛБуС                            |                   | ?            | Броньвана медична машина | 1                           | - Україна | Розроблена на базі МТ-ЛБу                                                        |
| Богдан-2251                        |                   | 2016—        | Медична машина           | ≈ 350                       | - Україна | Побудована на базі автомобіля Богдан-2351.                                       |
| Перероблені МТ-ЛБ                  | Один із варіантів | 2022—        | Броньвана медична машина | Від 4 одиниць               | • Україна | Благодійна організація Сергія Притули переробляє трофейні МТ-ЛБ у медичні версії |
| СЕМ (Санітарно-евакуаційна машина) | зображення        | 2014—        | Броньвана медична машина | 1                           | - Україна | Розроблена на базі БМП-1, стоїть на озброєнні ВМС України.                       |
| БММ-1С                             |                   | ?            | Броньвана медична машина | не менше 4                  | - Україна |                                                                                  |

### Командно-штабні машини (КШМ)
| Модель                | Зображення | Роки випуску | Тип                                                                                        | Кількість випущених одиниць | Оператори        | Примітки                                               |
| --------------------- | ---------- | ------------ | ------------------------------------------------------------------------------------------ | --------------------------- | ---------------- | ------------------------------------------------------ |
| БТР-4КШ               |            | 2020—        | Командно-штабна машина                                                                     | 4                           | - Україна - Ірак | Розроблена на базі БТР-4Е                              |
| БТР-70Ді-02 «Світязь» |            | 2012—        | Командно-штабна машина                                                                     | ≈ 2                         | - Україна        | Розроблена на базі БТР-7 (БТР-70ДІ)                    |
| БТР-3КШ               |            | ?            | Командно-штабна машина                                                                     | 1                           | - Україна        | Розроблена на базі БТР-3Е                              |
| Оболонь-А             |            | ?            | перспективний комплекс автоматизованого управління артилерійськими батареєю та дивізіоном. |                             | - Україна        | Різні варіанти встановлюються на шасі МТ-ЛБу або Краз. |
| МШР-КПО з МШ-ПШ       | зображення | 2022—        | Командно-штабна машина                                                                     | 1+                          | - Україна        |                                                        |

### Інша техніка
| Модель                                                          | Зображення | Роки випуску                                     | Тип                                                                                              | Кількість випущених одиниць | Оператори        | Примітки |
| --------------------------------------------------------------- | ---------- | ------------------------------------------------ | ------------------------------------------------------------------------------------------------ | --------------------------- | ---------------- | --- |
| П-18 «Малахіт»П-18ОУ «Оксамит»                                  |            | ?                                                | двокоординатна радіолокаційна станція кругового огляду метрового діапазону                       | ≈ 52                        | - Україна        | |
| 35Д6 35Д6М                                                      |            | ?                                                | трикоординатна радіолокаційна станція кругового огляду сантиметрового діапазону                  | ≈ 6                         | - Україна        | |
| «Кольчуга-КЕ» «Кольчуга-М»                                      |            | ще за часів СРСР                                 | станція радіотехнічної розвідки                                                                  | ≈ 20                        | - Україна        | |
| Джеб                                                            |            | ?                                                | комплекс наземної розвідки і радіоелектронної боротьби                                           | 4                           | - Україна        | Може встановлюватись на бронеавтомобілі Тритон, на автомобілі серії Козак та на KrAZ Shrek One. |
| Буковель                                                        |            | 2014?—                                           | комплекс радіоелектронної боротьби                                                               | н/д                         | - Україна        | |
| Нота                                                            |            | був розроблений після початку російської агресії | комплекс радіоелектронної боротьби                                                               | 10                          | - Україна        | |
| Р-330УМ «Мандат»                                                |            | ?                                                | автоматизований комплекс радіоелектронної протидії                                               | н/д                         | - Україна        | |
| 1Л220У «Зоопарк-2»                                              |            | 1981—                                            | контрбатарейна РЛС                                                                               | н/д                         | - СРСР - Україна | |
| 1АР1 «Положення-2»                                              |            | ?                                                | автоматизований звукометричний акустичний комплекс розвідки вогневих позицій гармат та мінометів | н/д                         | - Україна        | |
| Мінерал-У                                                       |            | ?                                                | Багатофункціональна РЛС                                                                          | н/д                         | - Україна        | Розробляється для БРК «Нептун» |
| БРЕМ-84                                                         |            | 1997—                                            | БРЕМ                                                                                             | 1                           | - Україна        | Розроблена на базі Т-84У |
| БРЕМ «Лев»                                                      |            | 2018—                                            | БРЕМ                                                                                             | н/д                         | - Україна        | У 2018 році Львівський бронетанковий завод завершив визначально-відомчі випробування БРЕМ «Лев» та був готовий до її серійного виробництва. |
| Евакуаційна машина на базі Т-64                                 | зображення | 2023                                             | броньована евакуаційна машина                                                                    | 1                           | - Україна — 1    | Помічена у війську у квітні 2023 року. |
| БРЕМ на базі Т-62                                               | зображення | 2023                                             | БРЕМ                                                                                             | 1                           | - Україна — 1    | Перероблена фондом Сергія Притули з трофейного російського танка Т-62 та передата 128-мій окремій гірсько-штурмовій Закарпатській бригаді, яка захопила цей танк на Херсонщині.                                                                                            |
| БТС-5Б                                                          |            | ?                                                | Універсальний багатоцільовий тягач                                                               | н/д                         | - Україна        | Виробляється на базі танка Т-72. |
| БРЕМ-4                                                          |            | ?                                                | БРЕМ                                                                                             | 2+                          | - Україна        | Розроблена на базі БТР-4Е |
| ТММ-3М                                                          |            | 2016—                                            | важкий механізований міст                                                                        | 1+                          | - Україна        | |
| ПЗМ-3                                                           |            | 2015—                                            | траншейно-котлованна машина                                                                      | не менше 1                  | - Україна        | |
| ГПМ-54                                                          |            | 1976—                                            |                                                                                                  | ≈ 15                        | - СРСР - Україна | Броньвана пожежна машина побудована на базі танка Т-54. |
| ГПМ-72                                                          | зображення | 2014—2016                                        | броньована пожежна машина                                                                        | 1                           | - Україна        | Броньвана пожежна машина побудована на базі танка Т-72. |
| І-52 (мінний загороджувач)                                      | зображення | наприкінці 90х                                   | Мінний загороджувач                                                                              | 1                           | - Україна        | Розроблений на базі МТ-ЛБу |
| «Скорпіон-2»                                                    | зображення | ?                                                | безпілотна роботизована платформа-роботоносець                                                   | ?                           | - Україна        | Дана безпілотна платформа є роботизованою та має настпуний функціонал: - роботоносець для роботів – сателітів - дрономет – точка базування для літальних апаратів (дронів) - платформа для установки автоматичної турелі - трактор для обробки сільськогосподарських угідь |
| Перша вітчизняна машина для розмінування (назви поки-що не має) | зображення | 2022—                                            | машина для розмінування                                                                          | 20                          | - Україна        | Розроблена харківськими інженерами. Назви поки-що не має. Сьогодні в Україні працюють 20 таких машин для розмінування. |

### Бронеавтомобілі
| Модель                           | Зображення | Роки випуску | Тип                     | Кількість випущених одиниць | Оператори                                         | Примітки |
| -------------------------------- | ---------- | ------------ | ----------------------- | --------------------------- | ------------------------------------------------- | --- |
| СБА-Новатор                      |            | 2017—        | Бронеавтомобіль         | 50                          | - Україна — 50                                    | Розроблений на базі Ford F-550. |
| Новатор-2                        | зображення | 2024—        | Бронеавтомобіль         | ?                           | - Україна                                         | Цей бронеавтомобіль розроблявся з урахуванням досвіду використання попередньої версії автомобіля «Новатор» різноманітними підрозділами в бойових умовах.                                                        |
| Варта-Редут                      |            | 2016—        | Бронеавтомобіль / MRAP  | 1                           | - Україна — 1                                     | Створений на шасі вантажівки ЗІЛ-131. |
| KrAZ Hulk                        |            | 2016—        | Бронеавтомобіль         | 1                           | - Україна — 1                                     | Створений на базі вантажівок КрАЗ. |
| ББМ «Козак-4»                    |            | 2016—        | Бронеавтомобіль         | ?                           | • Україна                                         | Броньований варіант Land Rover Defender з двигуном дизельним Cummins 2,8 л потужністю 165 к.с |
| ББМ «Козак-5»                    |            | 2016—        | Бронеавтомобіль         | 8                           | - Україна — 8                                     | Розроблений на базі Ford F-550 для поліцейських завдань з меншими вимогами по прохідності і класу захисту, ніж у армії.                                                                                         |
| ББКМ «Козак-7»                   | зображення | 2021—        | Бронеавтомобіль         | ?                           | - Україна                                         | Розроблений на базі Ford F-550 за підвищеними вимогами ЗСУ по прохідності і класу захисту. |
| ББМ «Козак-2014»                 |            | 2014—        | Бронеавтомобіль         | 1?                          | - Україна                                         | Дослідний передсерійний зразок бронеавтомобіля Козак-001 (Козак-2) |
| ББМ «Барс»-8                     |            | 2015—        | Бронеавтомобіль         | 2                           | - Україна — 2                                     | |
| СБА «Варта»                      |            | 2015—        | Бронеавтомобіль         | 200                         | - Україна — 200                                   | Побудований на шасі МАЗ-5434 |
| ББА «Тритон»                     |            | 2015—        | Бронеавтомобіль-амфібія | 5                           | - Україна — 5                                     | Бойова броньована машина-амфібія з колісною формулою 4×4 розроблена ПАТ «Кузня на Рибальському», може бути використаний як бронетранспортер або як багатоцільова броньована база для машин різного призначення. |
| KrAZ Hurricane                   | зображення | 2015—        | Бронеавтомобіль / MRAP  | 1                           | - Україна — 1                                     | |
| KrAZ Feona                       |            | 2015—        | Бронеавтомобіль / MRAP  | 1                           | - Україна — 1                                     | Створений на базі вантажівок КрАЗ |
| КрАЗ-Форпост                     |            | 2015—        | Бронеавтомобіль / MRAP  |                             | - Україна                                         | Створений на базі вантажівок КрАЗ. |
| Овід                             |            | 2015—        | Бронеавтомобіль         | 1                           | - Україна — 1                                     | Був розроблений на базі ГАЗ-66. Дослідний зразок використовується Збройними Силами України. |
| Godzilla                         | зображення | 2015—        | Бронеавтомобіль / MRAP  | 1                           | - Україна — 1                                     | Розробляється на базі радянського та російського Урал-4320 |
| Махно                            | зображення | 2015—        | Бронеавтомобіль         | 1                           | - Україна — 1                                     | |
| ББМ «Барс»-6                     |            | 2015—        | Бронеавтомобіль         | 1                           | - Україна — 1                                     | |
| ББМ «Барс»                       |            | 2014—        | Бронеавтомобіль         | 1                           | - Україна — 1                                     | |
| KrAZ Shrek One                   |            | 2014—        | Бронеавтомобіль / MRAP  | 21                          | - Україна — 8 - Сенегал ー 10 - Буркіна-Фасо ー 3 | Створений на базі вантажівок КрАЗ. |
| КрАЗ-Спартан                     |            | 2014—        | Бронеавтомобіль         | 36                          | - Україна — 36                                    | Український бронеавтомобіль з колісною формулою 4х4 складається на Кременчуцькому автомобільному заводі за ліцензією канадсько-еміратської компанії «Streit Group».                                             |
| KRAZ Cougar                      |            | 2014—        | Бронеавтомобіль         | 77                          | - Україна — 77                                    | ронеавтомобіль з колісною формулою 4х4 збудований на основі Toyota Land Cruiser 200 і складається на Кременчуцькому автомобільному заводі за ліцензією канадсько-еміратської компанії «Streit Group».           |
| KRAZ Cobra                       |            | 2014—        | Бронеавтомобіль         |                             | - Україна —                                       | |
| ББМ «Козак 2»                    |            | 2014—        | Бронеавтомобіль         | 245                         | - Україна — 245                                   | Розроблений на базі Ford F-550. |
| КрАЗ-6322 «Raptor»               |            | 2014—        | Бронеавтомобіль / MRAP  |                             | - Україна                                         | Розроблений на базі КрАЗ-6322 / КрАЗ-5233 |
| КрАЗ «Фортеця на колесах»        |            | 2014—        | Бронеавтомобіль / MRAP  |                             | - Україна                                         | Розроблений на базі КрАЗ-6322 / КрАЗ-5233 |
| Богдан-5316 «Фортеця на колесах» |            | —            | Бронеавтомобіль / MRAP  |                             | - Україна - Білорусія                             | Розроблений на базі МАЗ-6317 |
| ББМ «Козак»                      |            | 2009         | Бронеавтомобіль         | 1                           | - Україна — 1                                     | Побудований на шасі Iveco Daily. |
| Дозор-Б                          |            | 2007—        | Бронеавтомобіль         | 47                          | - Україна - Польща                                | Ще 30 бронеавтомобілів були надані Україні в 2023 році |
| KRAZ-ASV Panther                 | зображення | 2013—        | Бронеавтомобіль / MRAP  |                             | - Україна                                         | |
| Вепр-К/С                         | зображення | 2006—        | Бронеавтомобіль         |                             | - Україна - Греція - Грузія                       | |
| UAT-T “COBRA”                    | зображення | 2023—        | Бронеавтомобіль         | 1                           | • Україна                                         | Був розроблений на базі TOYOTA LAND-CRUISER 79-SERIES. |
| UAT-D “GYURZA”                   | зображення | 2023—        | Бронеавтомобіль         | 1?                          | • Україна                                         | Був розроблений на основі DODGE RAM 5500 - 144.5 WB - SINGLE CAB CHASSIS |

### Кустарно-вироблені бронемашини
| Модель                                | Зображення                | Роки випуску       | Тип                                  | Кількість випущених одиниць | Оператори          | Примітки |
| На базі вантажівок                    | На базі вантажівок        | На базі вантажівок | На базі вантажівок                   | На базі вантажівок          | На базі вантажівок | На базі вантажівок |
| ------------------------------------- | ------------------------- | ------------------ | ------------------------------------ | --------------------------- | ------------------ | --- |
| Перший бандеромобіль                  | зображення                | 2014ー2022         | Кустарно-вироблений бронеавтомобіль  | 2+                          | - Україна          | Був розроблений в 2014 році активістами з Ніжина на базі ГАЗ-66. |
| «Гранд-джихад»                        | зображення                | ?                  | Кустарно-вироблений бронеавтомобіль  | 1                           | - Україна          | КамАЗ-5320 «Гранд-джихад» бронювався на території аеропорту «Маріуполь» добровольцями батальйону «Дніпро-1», натхненний «Пряником». Згодом штурмпанцер потрапив до рук сепаратистів, які були приголомшені цим «диким тюнінгом по-українськи». Названо машину за аналогією з всесвітньо відомими броньовиками «Ісламської Держави»                 |
| «Пряник» (також називають «Залізяка») |                           | 2014               | Кустарно-вироблений бронеавтомобіль  | 1                           | - Україна          | Саморобний бронеавтомобіль класу гантрак, виготовлений на базі КамАЗ-5320 навесні 2014 батальйоном «Азов». Автомобіль було обшито бронепластинами та арматурою, які дозволяють витримати калібр 7.62, та оснащено крупнокаліберним кулеметом «Утьос». вперше був випробуваний під час звільнення Маріуполя від терористів.                         |
| «Черепашки-ніндзя»                    |                           | 2014               | Кустарно-вироблений бронеавтомобіль  | кілька                      | - Україна          | Кілька УАЗ-452 були модифіковані Миколаївським тепловозоремонтним заводом та передані до ДПСУ. Один із автомобілів зрештою було передано до експозиції «Український Схід». За словами заступника голови прикордонної служби Сергія Сердюка, цей броньовик доставляв боєприпаси та евакуював поранених.                                             |
| Незліченна кількість інших варіантів  | Та безліч інших варіантів | 2014—              | Кустарно-вироблений бронеавтомобіль  | безліч                      | - Україна          | Кустарно виробляються волонтерами та самим військовими. |
| На базі позашляховиків                |                           |                    |                                      |                             |                    | |
| Скорпіон                              |                           | 2014               | Кустарно-виробленіий бронеавтомобіль | 1                           | - Україна          | Саморобний броньовик зроблений на базі УАЗ-469, класу гантрак. Використаний у зоні АТО. Нині знаходиться у Військово-історичному музеї України. |
| Незліченна кількість інших варіантів  | Та безліч інших варіантів | 2014—              | Кустарно-вироблені бронеавтомобілі   | безліч                      | - Україна          | Кустарно виробляються волонтерами та самим військовими. |
| На базі іншого                        |                           |                    |                                      |                             |                    | |
| «Тортіла»                             |                           | 2017?              | Кустарно-вироблений бронеавтомобіль  | 1                           | - Україна          | Дану унікальну гусеничну бронемашину було розроблено на основі трактора Т-150 з корпусом із цистерни. Туди було встановлено двигун від МАЗа, поставлено шість додаткових амортизаторів, крісло від «Мерседеса» і камери для водія. На бронемашину витратили близько 100 тисяч доларів. Машину було показано на виставці «Зброя та безпека — 2017». |
| Інша техніка                          | безліч варіантів          | 2014—              | Різні типи                           | безліч                      | - Україна          | Кустарно виробляються волонтерами та самим військовими. |

### Військові автомобілі
| Модель       | Зображення | Роки випуску | Тип                                   | Кількість випущених одиниць | Країна виробник       | Примітки |
| ------------ | ---------- | ------------ | ------------------------------------- | --------------------------- | --------------------- | --- |
| VOLS         | зображення | 2022—        | багі                                  | 30+                         | - Україна             | Створений українським підприємцем Володимиром Садиком після повномасштабного російського вторгнення в Україну в 2022 році для задоволення потреб Сил оборони України                       |
| Богдан-2351  |            | 2017—        | автомобіль                            | 150                         | - Україна             | Створений на основі Great Wall Wingle 5 |
| КрАЗ-6322    |            | 1994—        | вантажний автомобіль                  |                             | - Україна та інші     | |
| КрАЗ-5233    |            | 2007—        | вантажний автомобіль                  |                             | - Україна та інші     | |
| КрАЗ-6446    |            | 1994—        | сідловий тягач / вантажний автомобіль |                             | - Україна             | |
| КрАЗ-260     |            | 1979—1993    | вантажний автомобіль                  |                             | - СРСР - Україна      | |
| Краз-250     |            | 1978—1992    | вантажний автомобіль                  |                             | - СРСР - Україна      | |
| КрАЗ-255Б    |            | 1967—1994    | вантажний автомобіль                  |                             | - СРСР - Україна      | |
| КрАЗ-257     |            | 1965—1995    | вантажний автомобіль                  |                             | - СРСР - Україна      | |
| «Богдан-МАЗ» |            |              | вантажний автомобіль                  |                             | - Білорусія - Україна | Серія даних автомобілів вироблена на базі закуплених у Білорусії вантажівок МАЗ-6425, МАЗ-6317 та МАЗ-5316. Зокремо на базі «Богдан-МАЗ» був розроблений Богдан-5316 «Фортеця на колесах». |

## Артилерія

### Самохідні міномети
| Модель     | Зображення | Роки випуску | Тип                | Кількість випущених одиниць | Оператори           | Примітки                                                                                                 |
| ---------- | ---------- | ------------ | ------------------ | --------------------------- | ------------------- | --- |
| UKR-MMC    |            | 2019ー       | Самохідний міномет | 7                           | - Україна — 7       | Самохідний міномет 120 мм на базі бронеавтомобіля «Барс-8». Також називається Барс-8ММК.                 |
| БТР-3М1/М2 | зображення | 2011—        | Самохідний міномет | ≈ 8                         | - Україна - Таїланд | Самохідний 80мм/120мм міномет, озброєний мінометом і 12,7-мм кулеметом НСВТ. Розроблений на базі БТР-3Е. |

### Самохідні артилерійські установки (САУ)
| Модель                          | Зображення                                                                | Роки випуску | Тип | Кількість випущених одиниць | Оператори | Примітки |
| ------------------------------- | ------------------------------------------------------------------------- | ------------ | --- | --------------------------- | --------- | --- |
| 2С22 «Богдана»                  | "Богдана 1.0" "Богдана 2.0" "Богдана 3.0" "Богдана 4.0" на шасі КрАЗ-7634 | 2018—        | САУ | 100+                        | - Україна | Перспективна українська колісна самохідна гаубиця, що має гармату калібру 155 мм. Виділяють три основні версії, які умовно назвали "Богдана 1/2/3.0: - "Богдана 1.0" — Перший варіант САУ, побудований на шасі КрАЗ-63221 - "Богдана 2.0" — Другий варіант, побудований на шасі броньваного МАЗ-6317 та з кабіною від Української Бронетехніки (нещодавно також отримала досилач боєприпасів) - "Богдана 3.0" — Третій варіант САУ побудований на серійному броньованому шасі Tatra 815-7. Нова модифікація отримала механізм заряджання та інші покращення. - "Богдана 4.0" — Четвертий та на даний момент найновіший варіант САУ, має таку саму кабіну як у варіанта 2.0, але як шасі використовується Tatra. Також має досилач боєприпасів (в подальшому планується встановлення повноцінного АЗ) - Також в залежності від потреб замовника може встановлюватись на шасі КрАЗ-7634 або MAN. |
| ПТ-САУ на баз МТ-ЛБ             | зображення                                                                | 2022—        | САУ | ? Pозробили та виготовляють | - Україна | Самохідна протитанкова артилерійська установка побудована на базі МТ-ЛБ 100-мм протитанкова гармата МТ-12. |
| САУ «Оксана» або «Богдана 0.75» | зображення                                                                | 2023—        | САУ | 1                           | - Україна | Самохідна артилерійська установка, розроблена бійцями 241-ї окремої бригади ТрО. Представляє з себе радянську зенітну установку КС-19 встановлену на шасі Tatra 815. В деяких джерелах хибно позначають як САУ «Богдана 0.75». |
| 2С27 «Риф»                      |                                                                           | ?            | САУ | ?                           | - Україна | Розробку САУ було розпочато у СРСР. Гаубиця для 2С27 була розроблена у ОКБ-9 на артилерійському заводі № 9 під керівництвом Голубєва В. А.. Після розпаду СРСР замовником 2С27 виступило Міністерство оборони України. Розробку артилерійської частини продовжило КБАО. |

### Реактивні системи залпового вогню (РСЗВ)
| Модель                   | Зображення        | Роки випуску          | Тип                             | Кількість випущених одиниць | Оператори                                | Примітки |
| Калібром 300 мм          | Калібром 300 мм   | Калібром 300 мм       | Калібром 300 мм                 | Калібром 300 мм             | Калібром 300 мм                          | Калібром 300 мм |
| ------------------------ | ----------------- | --------------------- | ------------------------------- | --------------------------- | ---------------------------------------- | --- |
| Вільха                   |                   | з 2018 (серійно)      | РСЗВ                            | 50                          | - Україна ー 50                          | РСЗВ з керованим снарядом калібру 300 мм. Як шасі планується використання КрАЗ-7634, або Tatra.                                                                           |
| Калібром 220 мм          |                   |                       |                                 |                             |                                          | |
| Буревій                  |                   | з 2020 (представлена) | РСЗВ                            | 40                          | - Україна                                | На шасі Tatra 815-7. |
| Бастіон-03               |                   | з 2010                | РСЗВ                            | ?                           | - Україна                                | На шасі КрАЗ-6322РА. |
| Калібром 122 мм          |                   |                       |                                 |                             |                                          | |
| БМ-21УМ "Берест"         |                   | з 2018 (представлена) | РСЗВ                            |                             | - Україна                                | На шасі КрАЗ-5401НЕ з боєкомплектом 50 ракет. |
| Верба                    |                   | з 2019 (серійно)      | РСЗВ                            | Більше 50                   | - Україна ー >50                         | На шасі КрАЗ-6322 із чотиридверною кабіною і іншими модернізаціями. |
| Бастіон-02               |                   | з 2009                | РСЗВ                            | ?                           | - Україна - Сенегал                      | Версія «Бастіон»-01 з подовженою колісною базою, на якій розміщений додатковий боєкомплект. Так само особливістю цього варіанту є комплектація бойової машини двома ПЗРК. |
| Бастіон-01               |                   | з 2008                | РСЗВ                            | ?                           | - Україна - Грузія - Сенегал ー6 мінімум | На шасі КрАЗ-260 та КрАЗ-6322РА. |
| БМ-21У «Град-М»          | зображення        | ?                     | РСЗВ                            | ?                           | - Україна                                | На шасі КрАЗ-260 та КрАЗ-6322. |
| БМ-21К                   | зображення        | з 2009                | РСЗВ                            | ?                           | - Україна                                | На шасі КрАЗ-260 із чотиридверною кабіною. |
| «Спека»                  | зображення        | з 2016ー              | РСЗВ / Легка вогнеметна система | ?                           | - Україна                                | Легка вогеметна система побудована на шасі бронеавтомобіля Oncilla / Дозор-Б                                                                                              |
| Калібром 80 мм           |                   |                       |                                 |                             |                                          | |
| ZRN-1 Stokrotka          | зображення        | з 2017 (представлена) | РСЗВ                            | 1 мінімум                   | - Україна - Польща                       | Поставлений на польське шасі Autobox Star 265M2 блок НАР С-8 |
| 80 мм РСЗВ на базі МТ-ЛБ | На задньому плані | 2015—                 | РСЗВ                            | 5                           | - Українаー 5                            | Укомплектовувався блоком НАР С-8 на базі МТ-ЛБ |
| Калібром 57 мм           |                   |                       |                                 |                             |                                          | |
| ЛуАЗ-РСЗВ                |                   | 1992—2002             | РСЗВ                            | 1                           | - Українаー 1                            | Укомплектовувався блоком НАР С-5 на шасі автомобіляЛуАЗ-1302. |

### Оперативно-тактичні ракетні комплекси (ОТРК)
| Модель        | Зображення | Роки випуску | Тип  | Кількість випущених одиниць | Оператори                     | Примітки                                                                             |
| ------------- | ---------- | ------------ | ---- | --------------------------- | ----------------------------- | ------------------------------------------------------------------------------------ |
| ОТРК «Грім-2» |            | 2018—        | ОТРК | 2                           | - Україна - Саудівська Аравія | Перспективний ОТРК. Грім-2 розроблений зразок для України та для Саудівської Аравії. |

### Берегові ракетні комплекси (БРК)
| Модель            | Зображення | Роки випуску | Тип | Кількість випущених одиниць | Оператори     | Примітки |
| ----------------- | ---------- | ------------ | --- | --------------------------- | ------------- | --- |
| РК-360МЦ «Нептун» |            | з 2019       | БРК | ~5                          | - Україна ~ 5 | Перспективний БРК з приблизною дальністю ураження 300 км. По даним з відритих джерел наразі ведуться роботи по модифікації ракети задля збільшення дальності стрільби комплексу. |

### Зенітно-ракетні комплекси (ЗРК)
| Модель               | Зображення | Роки випуску          | Тип                             | Кількість випущених одиниць | Країни                              | Примітки |
| -------------------- | ---------- | --------------------- | ------------------------------- | --------------------------- | ----------------------------------- | --- |
| Т38 «Стилет»         |            | ?                     | ЗРК Малої дальності             | н/д                         | - Україна - Білорусія - Азербайджан | Українсько-білоруський ЗРК малої дальності з дальністю ураження до 20 км                                              |
| С-125М «Печора»      |            | ?                     | ЗРК Малої дальності             | н/д                         | - Україна                           | Українська модернізація радянської ЗРК С-125                                                                          |
| 2К12-2Д «Квадрат-2Д» | зображення | ?                     | ЗРК Малої дальності             | 1+                          | - Україна                           | Українська модернізація радянської ЗРК Куб                                                                            |
| ASGLA                | зображення | 2011—                 | ЗРК Малої дальності             |                             | - Україна - Німеччина               | Є синтезом німецького ЗРК ASRAD-2 і ПЗРК «Ігла», встановлених на шасі БТР-80.                                         |
| «Донець»             | зображення | приблизно з 1998 року | Зенітно-артилерійський комплекс | не менше 1                  | - Україна                           | ЗРАК «Донець» є комбінацією модернізованої башти від радянської ЗСУ-23-4 «Шилка» і шасі ОБТ Т-80УД. Крім танка Т-80У. |